# Wojna stu dni (Liban)
Wojna stu dni – konflikt zbrojny pomiędzy libańskimi formacjami chrześcijańskimi a Arabskimi Siłami Odstraszającymi, rozgrywający się w 1978 roku podczas wojny domowej w Libanie.

## Podłoże konfliktu
1 czerwca 1976 roku wojska syryjskie wkroczyły do Libanu na prośbę prezydenta Sulejmana Farandzijji, wypierając lewicowe milicje i Palestyńczyków ze strategicznych obszarów tego państwa. W grudniu 1977 roku doszło do pierwszych starć w Bejrucie pomiędzy Syryjczykami a Siłami Libańskimi. W 1978 roku Syryjczycy zatrzymali na krótko Baszira al-Dżumajjiliego, a 7 lutego zaatakowali pozycje armii libańskiej w Fayadieh i zbombardowali koszary wojskowe oraz kwaterę główną „Tygrysów”. W czerwcu żołnierze syryjscy porwali, a następnie zastrzelili 30 mieszkańców czterech chrześcijańskich wiosek położonych w Dolinie Bekaa. 

## Przebieg
1 lipca 1978 roku wojska syryjskie rozpoczęły silny ostrzał artyleryjski chrześcijańskiego wschodniego Bejrutu. Członkowie Sił Libańskich stawili zacięty opór. Szczególnie zażarte walki toczono o dzielnicę Ashrafieh, będącą bastionem Falang. Prawicowe milicje odparły ataki syryjskich jednostek piechoty, wspieranych przez oddziały zmechanizowane i ciężką artylerię. Chrześcijanom potajemnie pomagali Izraelczycy. Obie strony poniosły znaczne straty, tym niemniej głównymi ofiarami konfliktu byli cywilni mieszkańcy Libanu. Syryjczycy czasowo wycofali się ze wschodniego Bejrutu na początku października 1978 roku w obawie przed interwencją izraelską. Zastąpili ich Saudyjczycy i Sudańczycy.